# Langendorf (bei Weißenfels)
Langendorf (bei Weißenfels) este o comună din landul Saxonia-Anhalt, Germania.